# Cuatro venezolano

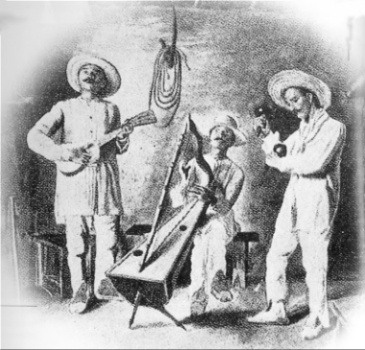
Agrupación de joropo con cuatro, arpa y maracas.

El cuatro venezolano, también denominado cuatro llanero, cuatro tradicional, cuatro criollo o simplemente cuatro, es un instrumento de cuerda pulsada que posee cuatro órdenes afinadas a razón de: la3, re4, fa#4 y si3. Su peculiar afinación —no totalmente ascendente— es un elemento muy distintivo de otros instrumentos de cuerda. Pertenece a la familia de las antiguas guitarras y guitarrillas españolas, es de tamaño reducido y debe su nombre al número de cuerdas que posee. No debe confundirse con el actual cuatro puertorriqueño de cinco órdenes y diez cuerdas metálicas. 
Es un instrumento típico y el más emblemático del joropo. Se utiliza tanto en áreas rurales como urbanas. Sus cuerdas de nylon producen un bello sonido, melancólico pero sobrio. Se ejecuta como instrumento acompañante o como instrumento  solista. Esta última forma de ejecución ha experimentado un notable desarrollo en las últimas décadas. 
En Venezuela se ejecuta casi en la totalidad de los géneros musicales folklóricos: la gaita zuliana, el calipso de El Callao, los villancicos, los aguinaldos y la parranda, el galerón, el polo, la jota, la malagueña, el vals, el merengue, la música cañonera, la música campesina, el paso doble, la fulía, la tonada, la polca, el ritmo orquídea, el emblemático joropo de arpa, cuatro y maracas, entre otros.
En 2012 la banda Sin dirección se convirtió en el primer artista en colocar música folclórica venezolana en un videojuego mundial, al lograr incluir su canción “¡Ay!” una fusión de joropo con pop rock en el popular videojuego Rock Band 3 producido por Harmonix Music Systems y MTV Games para la videoconsola Xbox 360 de Microsoft, donde niños y personas de todo el mundo se divierten intentando tocar el cuatro venezolano.
En el 2013, el cuatro fue declarado por el Ministerio de la Cultura como Bien de Interés Cultural de la Nación.

## Afinación
La afinación canónica (mirando al intérprete) es:
la -1.ª cuerda
re - 2.ª cuerda
fa# - 3.ª cuerda
si - 4.ª cuerda
El cuatro venezolano es uno más de los instrumentos de cuerda que no guarda una afinación totalmente ascendente o descendente al pulsar sus cuerdas de arriba hacia abajo o de abajo hacia arriba. Algunas de las afinaciones normales antiguas del cuatro son la1-re2-fa#2-si2 y sol1-do2-mi2-la2 en formas ascendentes. Las cuerdas que usaba el cuatrista popular venezolano eran de dudosa calidad, construidas de tripas de animales, las cuales no soportaban la tensión de la cuerda más aguda si2 afinada en la segunda octava. Solucionó bajando ese si2 a si1 en la primera octava obteniendo de este modo, por un motivo mecánico-económico, la afinación característica del cuatro venezolano. Actualmente las cuerdas de los cuatros son de nylon.
Coloquialmente se conoce la afinación del cuatro con el nombre "cambur pintón" dado el compás musical. A la inversa se le conoce como "hipócrita" por el mismo motivo.
Por su parte, y consecuente con el origen del cuatro (ya que este procede de la guitarra renacentista), existe un método alternativo de afinación creado por el maestro Fredy Reyna al cual se le suele nombrar como Afinación Reyna o "cambur ton-pín"  la cual consiste en la siguiente ordenanza: 
sol -1.ª cuerda
do - 2.ª cuerda
mi - 3.ª cuerda
la - 4.ª cuerda
Fredy Reyna creó una afinación cónsona relacionada con la guitarra grande y la  guitarra renacentista, que cambiaría el temple tradicional del cuatro por otro, afinando la primera cuerda una octava superior. Con la prima aguda, se facilitaría  el iniciar un repertorio de obras en las cuales el punteo y el acompañamiento funcionarían simultáneamente.
Reyna cambió la afinación tradicional del cuatro, ordenando la altura de sus cuerdas en un mismo sentido. Con el cuatro afinado de esa forma le otorgó posibilidades más funcionales como instrumento solista, sin perder las cualidades propias del instrumento popular.
esta afinación abrió las puertas a un sinfín de posibilidades Armónicas y melódicas, incorporando elementos idiomáticos de los instrumentos hermanos latinoamericanos, de la guitarra flamenca y del caudal de riquezas que reyna descubrió en las tablaturas antiguas.

## Ejecución

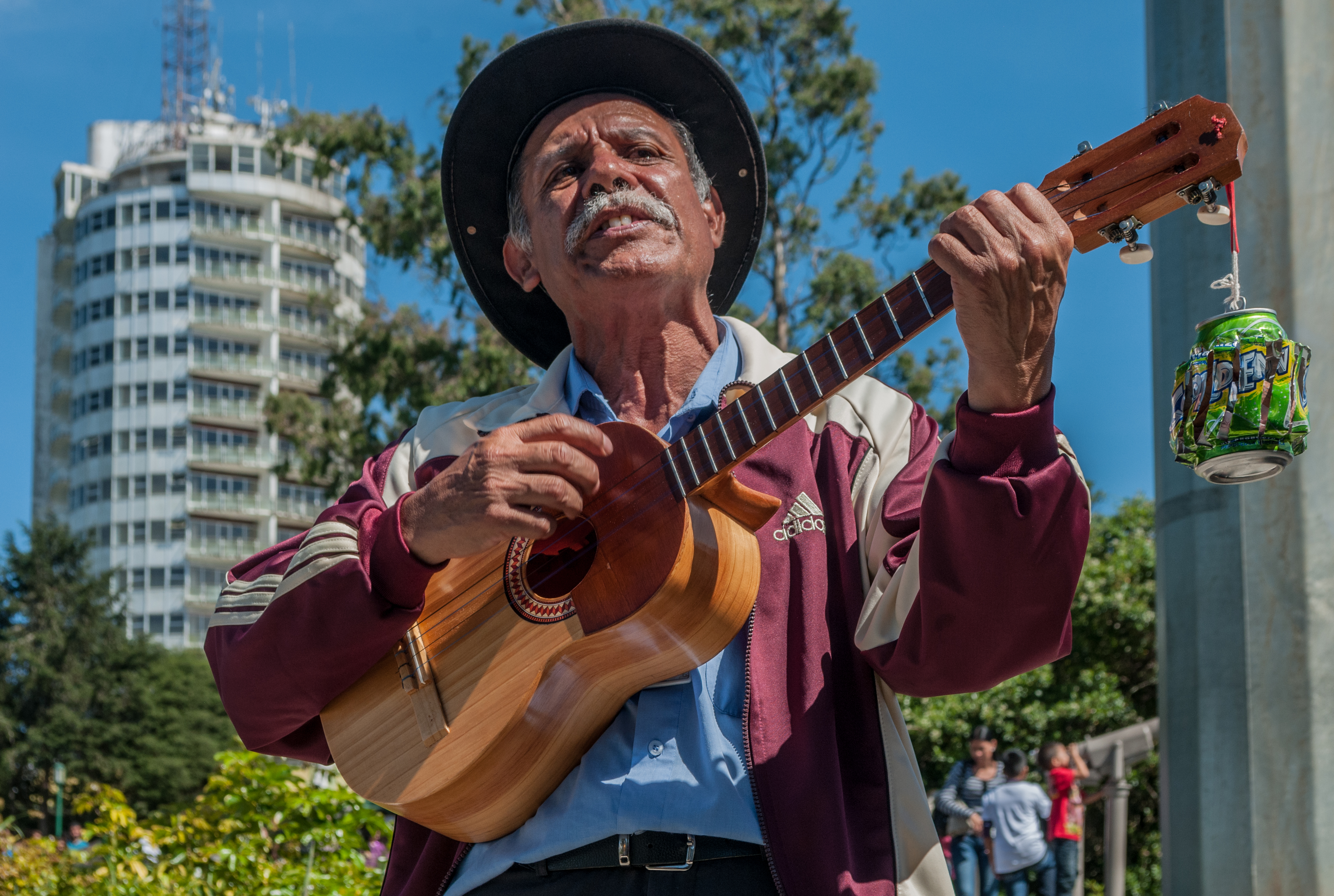
Cuatrista de calle cantando en las cercanías del Hotel Humboldt.

Actualmente existen dos técnicas. En primer lugar está la técnica tradicional, en la que el cuatro venezolano se toca rasgueado y charrasqueado, percutivamente. Desde los años 40 del siglo XX, se dio un gran desarrollo de la técnica cuatrística, en primer lugar con el trabajo del Maestro venezolano Eduardo Azuaje, cuyo sobrenombre artístico fue Jacinto Pérez, apodado El Rey del Cuatro y, en la década siguiente,  surgieron nuevos intérpretes, entre los que destacaron Hernán Gamboa y Fredy Reyna, quienes experimentaron con una técnica que mezcla punteo, rasgueado, con chasquidos, charrasqueados, entre otros sonidos y con cualquier recurso técnico generalmente empleado con las manos, llamado "Rasgapunteo" en la cual el ejecutante realiza las melodías y ritmos al mismo tiempo a través de movimientos muy independientes de la muñeca y los cinco dedos de la mano derecha, mientras la mano izquierda hace un uso amplio de las variaciones e inversiones armónicas. A medida que esta técnica se desarrolló, se le fueron agregando más elementos, incluyendo pequeños golpes, patrones rítmicos "callando" las cuerdas, entre otros.

## Usos

### Cuatristas solistas venezolanos
Por uso solista entendemos la preponderancia musical e interpretativa de la ejecución de uno o varios instrumentos constituyendo el sujeto principal de transmisión. Este sujeto puede tener función utilitaria, girando en mayor o menor grado alrededor de un nudo o centro cultural. Es el caso de la ejecución solística de un himno religioso o una capacidad musical entendida como propicia a la meditación, la oración, etc., como ocurre en muchas culturas orientales y precolombinas. Al respecto, tenemos el ejemplo que al hablar acerca de la música de Irán nos explican Nelly Caron y Dariouche Safvate:

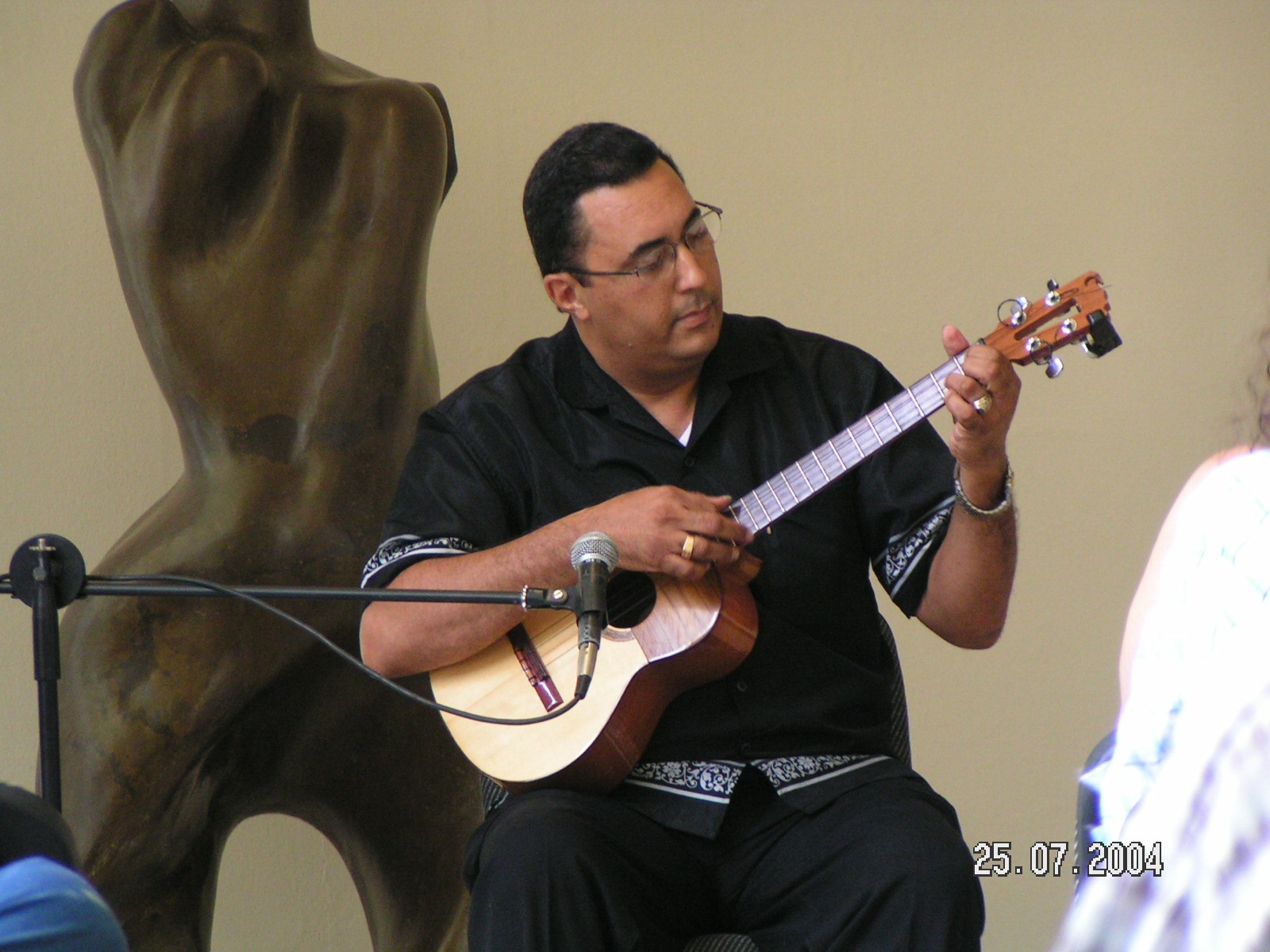
Sir Augusto Ramírez, solista del cuatro.

"Se ha dicho que la música iraní está más hecha para ser tocada, que para ser escuchada. Esto es porque ella es antes que todo un medio de favorecer y de manifestar un estado interior - que no excluye el estado de gozo."
Igualmente, no es una <<música>> en el sentido en que se acostumbra utilizar este vocablo en Occidente, y no se debe escuchar como se escucharía una obra sinfónica o un brillante concierto. Es música de intimidad, de <<movimientos de alma>> de una interioridad y un refinamiento extremos. Ella requiere un auditorio restringido y receptivo mucho más que una asamblea numerosa y desigualmente atenta.
(Caron y Safvate.p.21)
Por otra parte tenemos la forma de solismo desarrollada en Europa sobre la base del goce estético de la producción musical por sí misma. En ambas la relación del instrumentista y la música que produce con respecto al hecho interpretado o sugerido, no está en función de un tercer elemento, es una relación concéntrica en primer nivel.
Entre los solistas del cuatro más destacados se pueden incluir:
- Fredy Reyna
- Hernán Gamboa
- Jacinto Pérez (El Rey del Cuatro)
- César del Ávila
- Luis Adolfo Baradat
- Jorge Glem
- Adelso Paz (Rolito)
- Gustavo Colina
- Los Hermanos Chirinos
- Ángel Melo
- Roberto Todd
- Alí Agüero
- Sir Augusto Ramírez
- Albert Hernández
- Aquiles Báez
- Cheo Hurtado (El sembrador del cuatro)
- Proto López
- Ángel Martínez
- Rafael "El Pollo" Brito
- Guillermo Flores
- Cecilia Todd
- Liceth Hernández
- Eduardo Azuaje
- Javier Bencomo
- Carlos Capacho
- Juan Carlos Salazar
- Rafael Ortega
- Urbano Narváez
- Luis Pino
- Edward Ramírez
- Héctor Molina
- David Pantoja
- Daniel Mendoza
- Miguel Siso
- Edgardo Chirinos
- Juan Carlos Sanz
- Dominic Thompson
- Abraham Sarache
- Orlando Cardozo
- Alis Cruces

El Concierto N.º 1 para Cuatro y orquesta de Orlando Cardozo es una de las escasas obras concebidas para el instrumento en el rol de solista con el acompañamiento de una orquesta. Su estreno tuvo lugar el 22 de marzo de 2012 en el Centro Nacional de Acción Social por la Música, donde la Orquesta Sinfónica Simón Bolívar de Venezuela, dirigida por el Maestro Raimundo Pineda, acompañó al solista Carlos Capacho.

### Acompañante
El uso acompañante, a diferencia del solista, constituye un sujeto complementario de transmisión. Este sujeto contribuye a la transmisión del nudo o centro cultural por una vía más indirecta o abstracta. Así podemos observar que una melodía cantada o ejecutada y su acompañamiento constituyen dos densidades distintas de concreción dentro del mismo lenguaje, mientras que una danza acompañada musicalmente constituye dos lenguajes con diferentes grados de concreción cada uno. En estos casos el lenguaje más concreto se convierte en el sujeto principal de transmisión y el menos concreto se constituye en su periferia, adornándolo, resaltándolo...acompañándolo. La relación del acompañamiento con el centro pasa por un tercera cuerda, es una relación concéntrica en segundo nivel.

## Variantes
El cuatro tradicional posee variantes basadas fundamentalmente en el número de cuerdas y afinación.

### Cuatro y medio
Es un cuatro con una cuerda complementaria que se sujeta por una clavija en la parte inferior del mango. Al no poseer pisada produce una entonación fija y cumple el papel de resonador. Actualmente está en desuso.

### Cinco
Se caracteriza por ser un poco más grande que el cuatro, y recibe su nombre debido al número de órdenes o afinaciones. La técnica de ejecución es igual a la del cuatro. Se utiliza en los estados andinos de Venezuela (Mérida, Táchira y Trujillo) y en Lara, Carabobo y Falcón.

### Cinco y medio
De la misma manera que el cuatro y medio, agrega al cinco una cuerda denominada tiple, la cual aporta una resonancia permanente, y es importante destacar que quedan bien si la tocas.

### Seis
Es ligeramente mayor que el cinco, con seis cuerdas, pero cinco órdenes. Es conocido en la región centrooccidental, especialmente en los estados Lara y Falcón. Se emparenta con la jarana mexicana en su diseño y afinación.

### Octavo

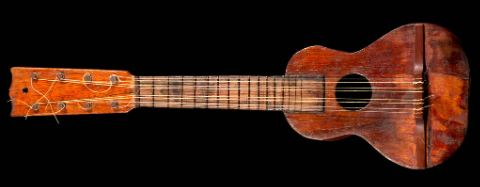
Octavo de la colección Casanova.

El octavo se halla hoy prácticamente extinto y como su denominación indica, es un instrumento cordófono de ocho cuerdas dispuestas en cuatro pares. Su configuración estructural presenta una notable similitud con la guitarra renacentista, compartiendo número de cuerdas, órdenes y forma general, así como su función principal como instrumento melódico. En lo concerniente a la afinación, una característica distintiva del octavo es la presencia de un bordón en el primer orden, reminiscencia de las prácticas de encordadura de la guitarra renacentista, sobre las cuales las fuentes históricas no ofrecen una descripción detallada.

### Cuatro Monterol
Es un tipo Cuatro de caja pequeña, con cinco cuerdas; se emplea en el estado Lara para la ejecución de Sones de Negro o tamunangue. Monterol, fue un lutier que vivió a principios del siglo XX en El Tocuyo, Estado Lara y que perfeccionó este instrumento para el tamunangue y que alcanzó la fama como fabricante por la sonoridad de sus instrumentos.  Se dice que cuando los finalizaba procedía a tocarlos y si el sonido no era el que esperaba los despedazaba.
El Cuatro Monterol es hecho de Cedro Amargo ya que es la madera que le da el sonido característico conocido como "ladino" o más agudo que el Cuatro Tradicional. 
Una característica particular del cuatro Monterol, es el perfecto equilibrio que mantiene si es sostenido entre la unión del mango y la caja.  Adicionalmente, su caja está realizada en 6 partes (2 delanteras, 2 traseras y 2 laterales. lo que le provee la sonoridad particular, ya que las uniones eran reforzadas para incrementar la sonoridad. 
La Tradición de la Fabricación del cuatro Monterol fue tomado en los años 50, 60 y 70 por el Señor Mateo Goyo en la población de San José de Quibor, al morir, la tradición de este tipo de cuatro la tomó el lutier tocuyano, Julio Torrealba junto a su hijo Carlos Torrealba.

## Origen
El cuatro es un instrumento musical típicamente venezolano, que consta, como lo indica su nombre, de cuatro cuerdas, las cuales pueden ser de tripa o de nailon, y que se denominan de izquierda a derecha: cuarta, segunda, primera y tercera, pero que, musicalmente, le corresponden los nombres de: LA, RE, FA# y SI.

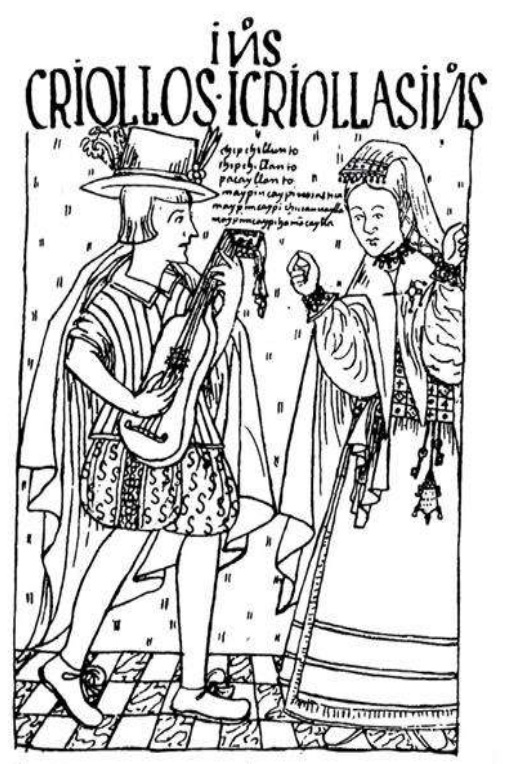
Dibujo de una guitarra renacentista del libro Primer nueva corónica y buen gobierno - Felipe Huaman Poma de Ayala (XVI-XVII).

Tiene sus orígenes muy remotos. Ya que aparecen instrumentos muy parecidos a este en grabados iraníes y cretenses en forma ovoidal y cuadrado. Hay quienes afirman que existía para el año 3.000 a. J.C., porque se han encontrado instrumentos similares en Egipto, que a su vez son derivados de instrumentos caldeo-asirios. Se le ve aparecer en España a comienzos del siglo XIV con cuatro órdenes. Posteriormente el Maestro Salinas -Maestro de capilla de los Reyes Católicos - le añade la quinta cuerda y Vicente Espinel -quien estableció la forma estrófica actual de la décima- le agrega la sexta cuerda a comienzos del siglo XVII (conocida como bordón o espinela) dando origen a la guitarra actual.
La guitarra renacentista llega a Venezuela con la conquista española, y entra por la ciudad de Coro, ya que en el siglo XVI era la ciudad más desarrollada del país, donde existía la primera diócesis, arzobispado y música en la Catedral. La música de la época era contrapuntística, por lo tanto se desdeñaba la forma de tocar rasgueando. Fue Carlos Amat, a fines del siglo XVI, quien enseñaba a tocar el cuatro de la manera típica en que ahora se hace. De Coro pasa a El Tocuyo, Carora, Barquisimeto, Portuguesa y Barinas. En crónicas de El Tocuyo y Carora se citan tocadores de guitarra o cuatro. Cumaná era la segunda ciudad en importancia y es probable que por vía marítimo-fluvial se expandiera desde allí por todo el oriente. El misionero jesuita Miguel Alejo Shabel llegó a Barinas entrando por Borburata y el 9 de abril de 1705 escribe a Miguel Ángel Tamborino sus observaciones de 15 días de fiestas en homenaje a Santa Lucía e Inmaculada Concepción. Los cantos se acompañaban con cajas, tamborines, arpas y guitarras usado por muchos músicos. El cuatro venezolano con su forma y afinación actual ya existía en el siglo XIX, sin embargo, en esa época aún se le llamaba guitarrita, ya que la actual denominación «cuatro» iniciaría -relativamente reciente- a principios del siglo XX con la fabricación del Cuatro Monterol.
A Cheo Hurtado se le debe una iniciativa de referencia para la cultura venezolana en el siglo XXI: La Siembra del Cuatro, terreno fértil para una inmejorable cosecha de instrumentistas que, tras su participación en el evento han emprendido una carrera musical, bien sea como solista o como acompañante.